# Завод вилучення конденсату Абу-Сеннан
Завод вилучення конденсату Абу-Сеннан – інфраструктурний об’єкт нафтогазової промисловості Єгипту, який обслуговує родовища кількох компаній, що здійснюють діяльність у Західній пустелі.
В 1980-х роках в центральній частині басейну Абу-Ель-Гарадік на ділянці, де вела діяльність державна General Petroleum Company (GPC), відкрили нафтогазоконденсатні родовища GPT та GPY (в подальшому до них приєднались ще кілька об’єктів). Крім того, на розташованому неподалік блоці компанія Shell виявила нафтове (із певними обсягами асоційованого газу) родовище BED-1. Ранній видобуток з них міг обслуговувати виробничий комплекс на родовищі Абу-Ель-Гарадік, втім, в межах проектів повноцінної розробки було вирішено спорудити власні інфраструктурні об’єкти. Як наслідок, у 1988 – 1990 роках звели завод з вилучення конденсату Абу-Сеннан, належний нещодавно згаданій GPC та розташований у зоні, відомій як X-area (саме тут на структурі Х колись пробурили першу розвідувальну свердловину GPC). Можливо відзначити, що X-area знаходиться приблизно посередині між родовищами GPT та GPY та приблизно за три десятки кілометрів на південний схід від BED-1.
Станом на другу половину 2000-х років завод Абу-Сеннан мав здатність приймати 2,4 млн м3 газу на добу, з яких за проектом могли отримувати 400 барелів конденсату та випускати 2,1 млн м3 газу.  Останній подавали по трубопроводу до газопереробного заводу Амірія, де й відбувались наступні фази переробки із вилученням пропану та бутану (а в подальшому також етан-пропанової суміші).
За повідомленням у єгипетській пресі, в 2014 році до потужностей GPC почалась подача газу з родовища AESE-6, що відноситься до концесійної ділянки, оператором якої виступає компанія «Нафтогаз України». Для цього було потрібно прокласти газопровід довжиною 22 км та діаметром 200 мм.
У 2015-му на завод Абу-Сеннан почалась подача газу з концесійної ділянки Абу-Сеннан, права на яку має консорціум під операторством Kuwait Energy, для чого проклали трубопровід довжиною 25 км та діаметром 200 мм (можливо відзначити, що установка первинної підготовки цього блоку також відома під схожою назвою «завод Абу-Сеннан-Схід»). 